# 새우잡이

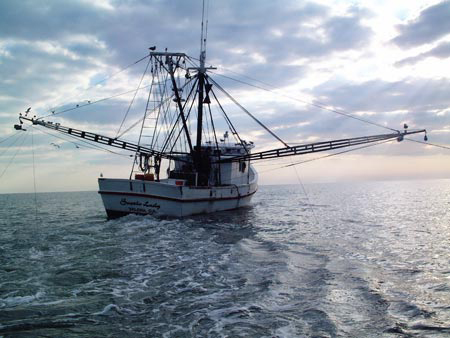
새우 저인망 어선

새우잡이는 해마다, 특히 아시아에서 3,400만 톤의 새우를 어획하는 주요한 글로벌 산업이다. 부수어획의 비율은 새우 어획에서 유독 높으며, 특히 바다거북의 포획이 논란거리가 된다.

## 명명법
식량 농업 기구(FAO)에 따르면 새우라는 용어는 이전에 나탄티아목에 속했던, 생이하목과, 보리새우상과와 젓새우상과로 구성된 수상새아목의 모든 새우를 포함한다. 이 명칭은 지역마다 다르게 쓰이는 경우가 흔한데, 같은 종이 다른 이름으로, 다른 종이 같은 이름으로 알려져 있을 수 있다.

## 역사
소규모의 새우잡이는 수 세기 동안 행해져왔으며 전 세계의 새우잡이에서 큰 부분을 차지해 왔다. 저인망 어업의 규모는 물의 흐름을 저인망 그물의 입구를 열어두는 데 사용하는 전개판과, 초기의 인력으로 움직이는 선박을 대체한 증기선이 발명되면서 증가했다. 이 두 기술은 1880년대에 발명되었고, 곧 새우잡이에 적용되었다. 특히 노르웨이의 해양생물학자 요한 욜트의 노력이 담긴 연구가 뒤따랐다. 시간이 지나면서, 길이가 5–8 미터 (16–26 ft) 에 달했던 조각배는 디젤 엔진이 달린 갑판이 있는 선박으로 대체되었고, 크기는 평균적으로 18 m (59 ft)에 달했다.

## 규모와 분포

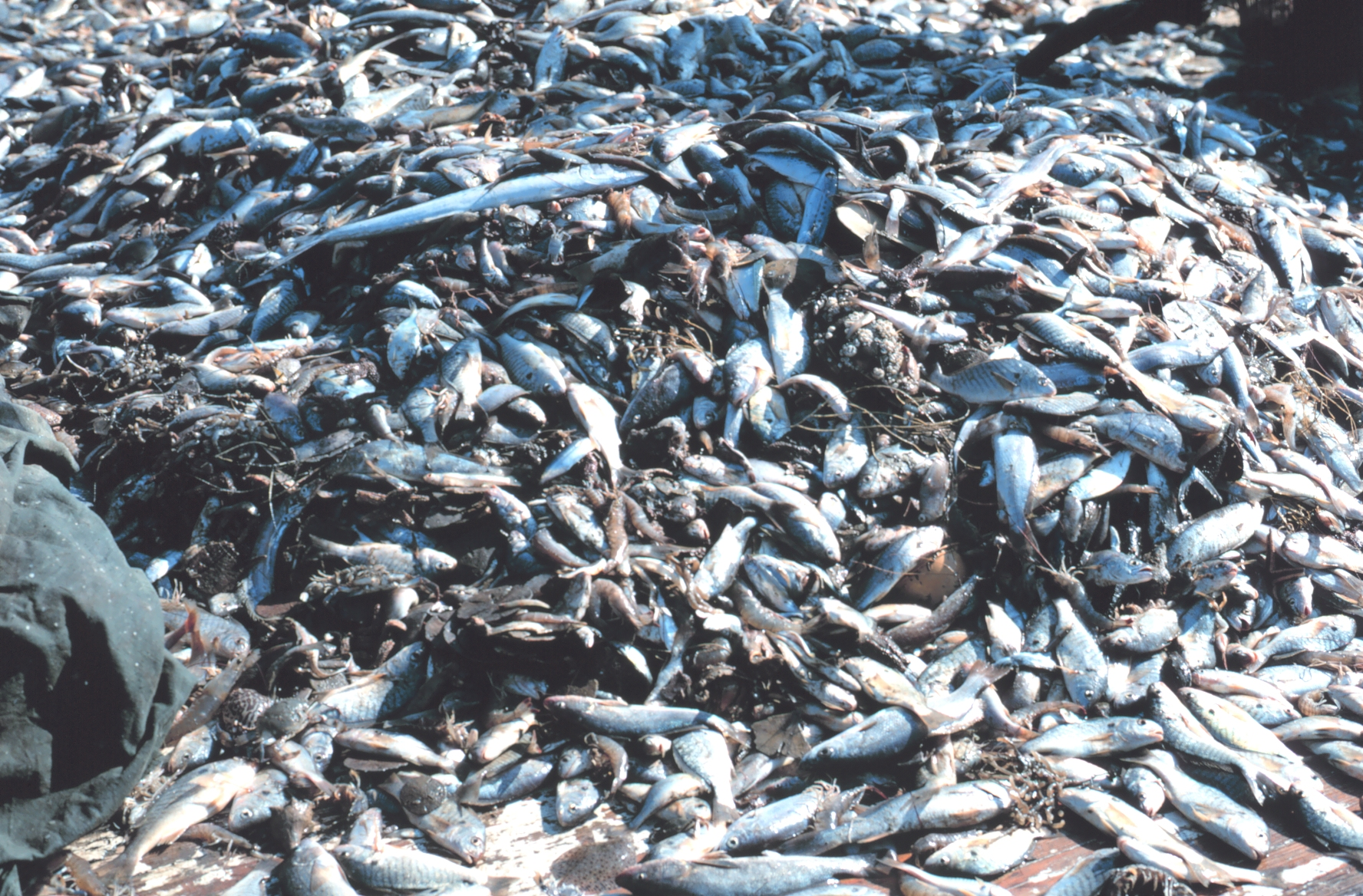
새우 어업의 부수어획물

미국에서는 새우잡이는 게 잡이보다는 중요성이 떨어진다. 미국 북부에서는 찬 물에 서식하는 새우가, 남동부의 대서양 해안가와 멕시코만에서는 따뜻한 물에 서식하는 새우가 어획의 대상이 된다. 어획량의 대부분은 따뜻한 물에서 서식하는 새우가 차지하지만, 주로 양식이 차지하는 수입량에 비하면 작다. 이는 국제적인 논란을 불러일으켰으며, 어떤 미국의 어부들이 브라질, 중국, 에콰도르, 인도, 태국, 베트남과 같은 나라들을 미국의 시장에 덤핑한 혐의로 고발하였으며, 어떤 생산국은 이러한 고발에 맞서 세계무역기구에 미국을 공정하지 않은 세금의 추가부과 혐의로 고발했다.

## 논란
새우잡이는 부수어획의 비중이 비정상적으로 높다.새우어업은 부수어획 감소 기구가 1980년대에 발명되기 전에 부수어획 비율 (어획량 중 목표하지 않는 종류와 목표하는 종류의 비율) 이 4.5–5.3:1이었다. 부수어획 비율은 부수어획 감소 기구가 도입된 이후로 30%가량 줄었다. 새우잡이는 "어떠한 다른 상업적인 어업보다도 더 많은 바다 거북을 포획하는" 경향이 있다.

## 어업종

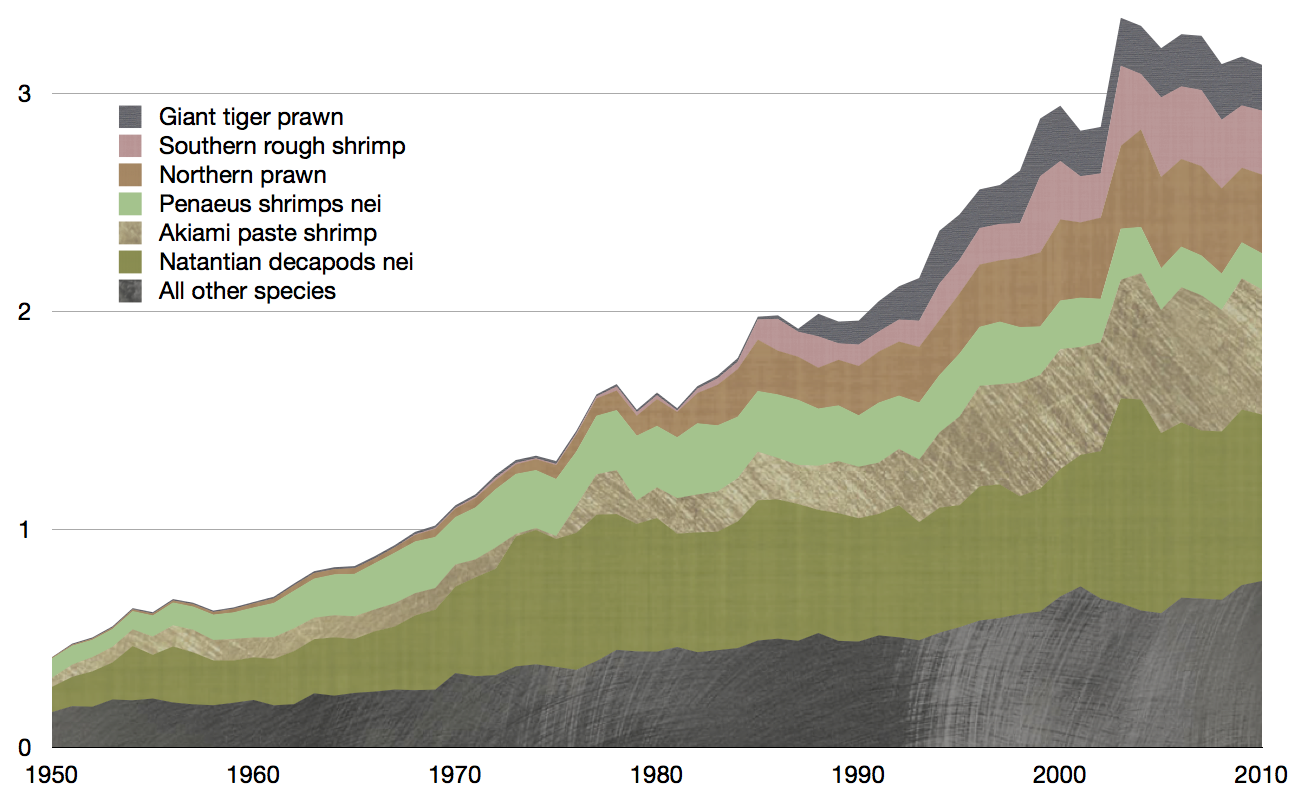
식량농업기구가 보고한 1950–2010년의 백만 톤 단위의 전세계 새우 어획량

새우는 전 세계의 모든 종류의 수계에서 서식한다. 상업적으로 중요한 새우 종은 3000종 중에서 300종도 안 된다. 어획량은 여섯 개의 "species items"이 주도하고 있으며, 다 합쳐서 전세계 어획량의 82%를 차지한다. 이는 아래의 표에서 나타내고 있다.
| 학명                         | 식량 농업 기구의 명칭  | 2005년 어획량(t) | 비중  |
| ---------------------------- | ---------------------- | ---------------- | ----- |
| 빈칸                         | Natantian Decapoda nei | 887688           | 26.0% |
| Acetes japonicus             | Akiami paste shrimp    | 664716           | 19.5% |
| Trachysalambria curvirostris | southern rough shrimp  | 429605           | 12.6% |
| Pandalus borealis            | northern prawn         | 376908           | 11.0% |
| Penaeus spp.                 | Penaeus shrimp nei     | 230297           | 6.7%  |
| Penaeus monodon              | giant tiger prawn      | 218027           | 6.4%  |

새우잡이는 차가운 물에 서식하는 새우, 따뜻한 물에 서식하는 새우, 젓새우로 나눌 수 있으며 이는 각각 넓게는 분류학적으로 보리새우상과, 생이하목, 젓새우상과로 분류된다.

### 젓새우잡이

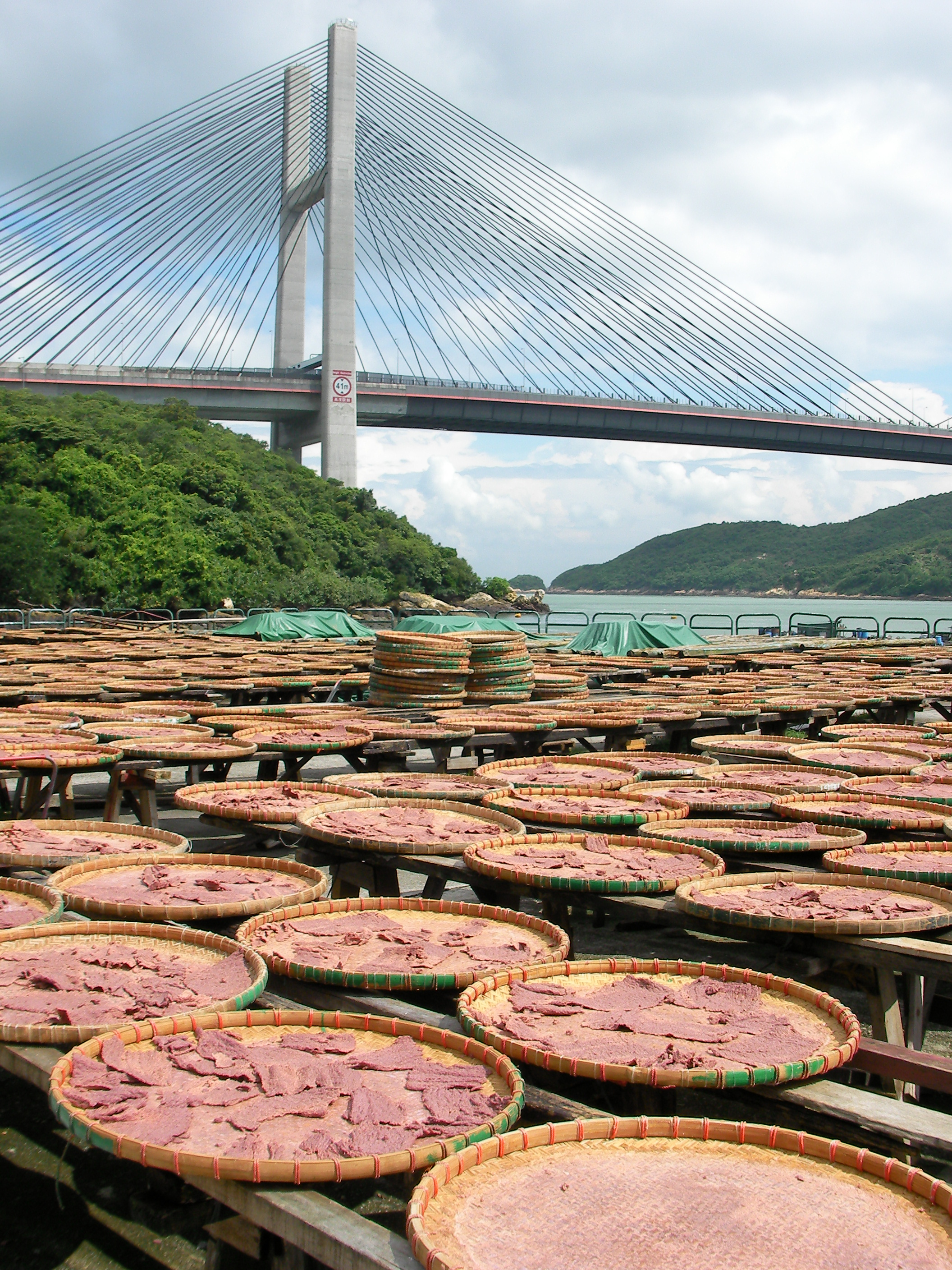
홍콩의 급수문대교 근처의 건조 중인 새우장

어부들이 젓새우속에 속하는 다양한 종들을 언제나 일일이 구분하지는 않지만, 집단적으로는 전 세계에서 제일 거대한 새우 어장을 형성한다. 한국, 일본, 동남아에서도 젓새우속을 어획하지만, 대부분 중국에서 어획된다. 총어획량은 잘 기록되지 않지만, 2005년에는 664,716 톤으로 집계되었다. 아시아 태평양 지역에서는 젓새우속 어업이 무게 기준으로 갈치, 멸치, 갈고등어 다음으로 네 번째로 큰 어업이다.

### 온수 새우잡이
따뜻한 물에서 서식하는 새우의 어업은 주로 몇 가지의 종만을 목표로 하며, 일반적으로 차가운 물에 서식하는 새우에 적용되는 복잡한 모델보다는 단위노력당 어획량 (CPUE)의 관점에서 관리한다. 서방흰새우, 북방갈새우, Farfantepenaeus duorarum이 주가 되는 따뜻한 물에 서식하는 새우는 미국에서 새우 어획량의 85% 이상을 차지하며, 멕시코만과 그 근방에서 잡힌다. 부수어획은 따뜻한 물에서 서식하는 새우를 잡을 때는 심각한 문제가 되며, 부주의한 바다거북의 포획이 제일 문제가 된다.

### 냉수 새우잡이

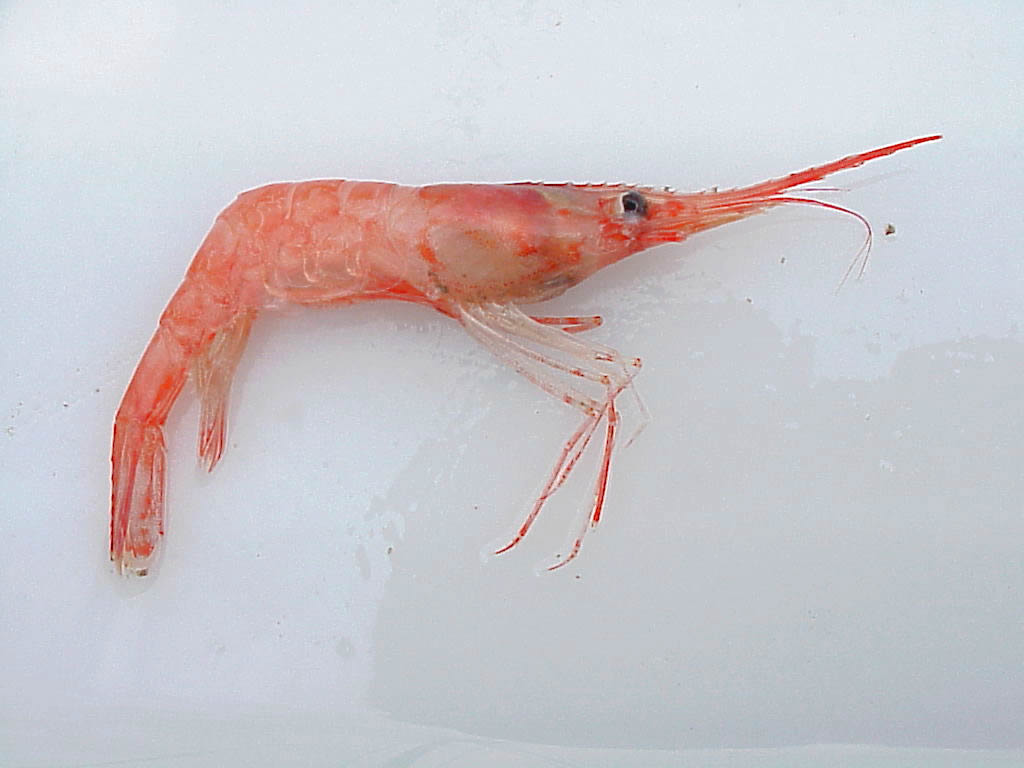
찬물에서 서식하는 새우 종 중에서 제일 중요한 북쪽분홍새우

차가운 물에 서식하는 새우 종 중 상업적으로 제일 중요한 것은 전체 새우 어획량의 12%를 차지하는 북쪽분홍새우이다. 어획량의 70%가량이 캐나다와 그린란드에 내려진다. 찬 물에서 서식하는 새우의 가격은 새우 양식의 증가로 인해 1990년대부터 줄어들어왔다.
찬물에서 서식하는 새우 어획의 경우 부수어획은 일반적으로 잘 관리되며, 부수어획의 비율은 상대적으로 낮고, 바다거북이 잡히는 일은 드물다. 부수어획을 줄인 일등공신은 노르뫼레 격자의 사용인데, 새우 저인망에 잡히는 대구, 해덕, 검정가자미, redfish의 숫자를 줄여준다. 노르뫼레 격자는 노르웨이의 어부 Paul Brattøy가 새우를 잡을 때 해파리가 섞이는 일을 없애기 위해 발명했고, 1989년에 도입되었다. 이로 인해 새우 어획량이 약간 줄어들지만, 부수어획량을 97%까지 줄일 수 있다.
통발을 사용하는 찬물에서 서식하는 새우의 어업의 경우, 부수어획량의 대부분은 스쿼트 랍스터, 게, 연체동물, 극피동물 등의 무척추동물이 차지한다.

## 참고 문서
- 무게별 어획된 수생 동물의 목록

### 내용주
1. ↑  The FAO divides fisheries into "species items", which are typically species, but may be genera or higher taxa.
2. 1 2  "nei" = not elsewhere included.
3. ↑  Excluding the catch-all category "Natantian decapods nei".

### 참조주
1. ↑  Gillett (2008), p. 5.
2. 1 2  Gillett (2008), p. 26.
3. 1 2 3  Gillett (2008), p. 9.
4. ↑  Gillett (2008), p. 10.
5. 1 2  Gillett (2008), p. 19.
6. ↑  Gillett (2008), p. 41.
7. 1 2 3  Gillett (2008), p. 46.
8. ↑  Hillestad et al. (1982) Cited in Gillett (2008), p. 50.
9. ↑  Based on data sourced from the FishStat database
10. ↑  Gillett (2008), p. 25.
11. 1 2 3 4 5 6  Gillett (2008), p. 27.
12. ↑  Gillett (2008), p. 118.
13. ↑  Gillett (2008), p. 85.
14. ↑  Gillett (2008), p. 47.
15. ↑  Gillett (2008), p. 49.
16. ↑  Gillett (2008), p. 28.
17. ↑  Gillett (2008), p. 38.
18. ↑  Gillett (2008), p. 52.
19. 1 2 3  Gillett (2008), p. 60.
20. ↑  Gillett (2008), p. 53.
21. ↑  Gillett (2008), p. 55.

## 참고 자료
- Doeksen A (2006) "Ecological perspectives of the north Sea C. Crangon fishery: An inventory of its effects on the marine ecosystem"[깨진 링크(과거 내용 찾기)] Thesis, Wageningen University.
- R. Gillett (2008). 《Global Study of Shrimp Fisheries》. Rome, Italy: Food and Agriculture Organization. ISBN 978-92-5-106053-7. Fisheries Technical Paper 475.
- H. O. Hillestad, J. I. Richardson, C. McVea & J. M. Watson (1982). 〈Worldwide incidental capture of sea turtles〉.   Karen A. Bjorndal. 《Biology and Conservation of Sea Turtles》. Proceedings of the World Conference on Sea Turtle Conservation, Washington, D.C., 26–30 November 1979. Washington, DC: Smithsonian Institution Press.